# エディ・アダムズ (写真家)
エドワード・トーマス・アダムズ（Edward Thomas Adams、1933年6月12日 - 2004年9月19日）は、アメリカ合衆国の写真家で、特に戦場カメラマンとして知られる。

## 概要
報道写真家として、1950年代の朝鮮戦争から1990年代の湾岸戦争まで、合計13の戦争で取材を行った。ベトナム戦争において路上で銃殺刑に処されたグエン・ヴァン・レムの射殺される瞬間を捉えた写真（『サイゴンでの処刑』）で特に知られ、この写真で1969年にピューリッツァー賞を受賞した。
『パレード』誌を中心に、人物写真（ポートレイト）においても活躍し、数々の著名人を撮影した。

## 経歴
ペンシルバニア州ニュー・ケンジントンで生まれた。
高校に通っていた頃から、結婚式などのイベントでカメラマンを務めて報酬を得たり、地元の新聞である『ケンジントン・デイリー・ディスパッチ』紙のために写真撮影したりしていた。
1951年にアメリカ海兵隊に入隊し、従軍カメラマンとして朝鮮戦争に従軍した。
3年ほどの従軍生活を終えた後に退役し、以降は故郷のニューケンジントンの新聞社や、『フィラデルフィア・ブレティン』紙で働き、1962年にAP通信に入社した。ほどなく、AP通信の中でも最高のカメラマンという評価を得るようになった。

### 『サイゴンでの処刑』（1968年）

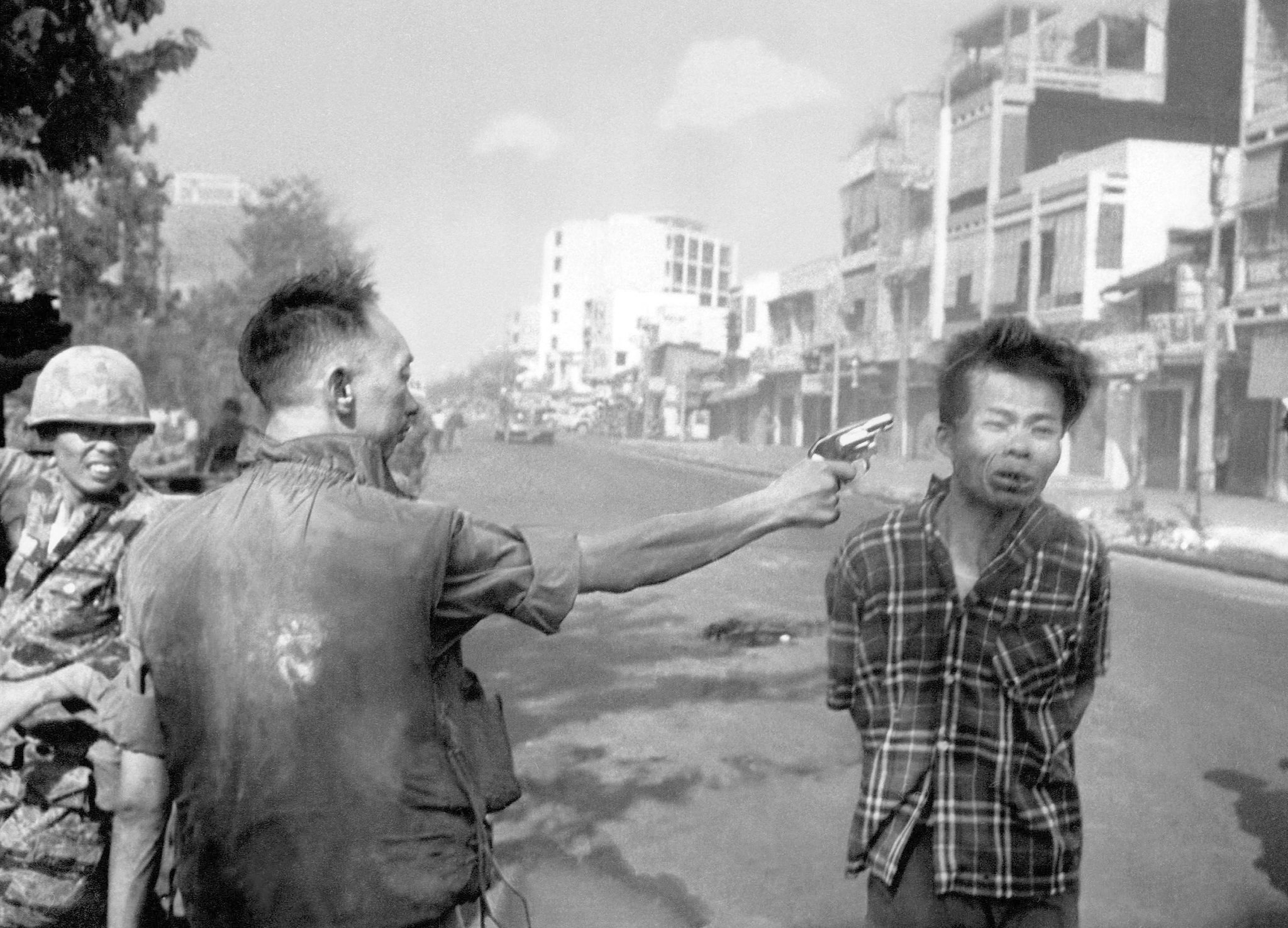
『サイゴンでの処刑』（1968年2月1日）

アダムズはベトナム戦争に報道写真家として数度派遣され、3度目のベトナム派遣となった1968年、テト攻勢序盤の2月1日にグエン・ヴァン・レムの処刑に偶然立ち会い、代表作となる『サイゴンでの処刑』（Saigon Execution）を撮影した。
この写真はAP通信により全世界に配信されて衝撃を与え、ベトナム戦争の反戦運動に大きな影響を及ぼした。撮影者であるアダムズは数々の賞を受賞し、非常によく知られた写真家となった。（詳細は当該記事を参照）
若い頃のアダムズはピューリッツァー賞を受賞することを熱望しており、この写真で実際に同賞を受賞したのだが、ロアンを苦しめることになったこの写真を撮影したことを反共主義者でもあったアダムズ自身は生涯に渡って後悔した。
アダムズは、この光景をベトナム戦争中のありふれた光景のように捉えて送信したものに過ぎず、反戦運動を高めたことは彼にとっては意外なことであったらしく、このときの殺害者グエン・ゴク・ロアンとはベトナム戦争末期の頃からは知人として交流を持っている。この射殺事件後、南ベトナム政府は射殺された人物がロアンの部下の多数の警官やその家族が殺害された現場で逮捕された人物だと発表、アダムズ自身もこれを確認したと一時語っていたが、アダムズは単にロアンによる処刑現場に居合わせたに過ぎず、後に語る内容ではそのようなことを主張しなくなっている。なお、南ベトナム政府の発表のモデルとなった事件は、サイゴン市街第6区のグエン・バン・ト警察署攻撃事件と思われるが、その事件が起こったのは当射殺事件の後である。（参照：グエン・ゴク・ロアン#捕虜の射殺、グエン・ヴァン・レムの処刑）
アダムズは後にタイム誌に寄せたロアンへの追悼文の中で、以下のように述べている。 
これに対し、写真家のマルゲリータ・ジャコーザは、写真は撮った人間の思惑や都合から離れ、真実は何かという問題を問いかけることになり、おそらくそれこそが写真の役割としている。
元ベトナムでアダムズと一緒にいたAPとCNN特派員のピーター・アーネットは、このような危険な殺人鬼の傍に踏みとどまって写真を撮ったアダムズを賞えたが、マーゴット・アドラーは、愛国者を自認したアダムズは元海兵隊員で、朝鮮戦争では海兵隊のカメラマンを務めていたことを指摘して、このようなことは、ロアンにとってだけでなくアダムズにとっても元々通常の出来事であった可能性を示唆している。
実際に、ワシントンDC.のニュージアムのポッドキャストにも記録されることとなった、1998年のAP通信のオーラル・ヒストリー・プロジェクトによるインタビューでは、アダムズ自身は、この写真撮影時に、事件については、単に戦争の中でのありふれた日常の出来事のようにしか受け止めていず、「全く何も考えていなかった」とした上で、写真撮影後にAP通信の事務所に戻ってからのことについて、以下のようなことも語っている。アダムスはよく喧嘩腰になる人物だったという。

### 『笑顔のないボート』（1977年）
1972年から1976年にかけてはタイム社の『タイム』誌・『ライフ』誌に移り、1976年から1980年までは再びAP通信に戻って特派員を務めた。
1977年、ベトナム戦争の終結から2年後、共産主義勢力（ベトナム社会主義共和国｛旧北ベトナム｝）によって祖国を追われたベトナム難民（ボートピープル）を撮影した『笑顔のないボート』（Boat of No Smiles）という組写真を発表した。この組写真は当時の米国大統領ジミー・カーターを動かし、カーターは米海軍に命じてタイランド湾を漂流していた難民たちを保護させ、米国政府におよそ20万人におよぶベトナム難民を受け入れさせる契機となった。
多くのベトナム難民を助けることにつながったことから、後年、アダムズはこの『笑顔のないボート』を自身の作品の中で最も誇りに思うと述べている。

### 人物写真家としての活躍
1980年に『パレード』誌に移り、以降は死去する2004年まで同誌の特派員を務めつつ、『タイム』、『ヴォーグ』、『ヴァニティ・フェア』など、数々の雑誌（グラフ誌）にアダムズの写真は掲載された。
『パレード』誌では、アダムズの写真が数百回に渡って表紙に使われた。この間、政治、ファッション、ショービジネスなどの分野で幅広く撮影を行っており、ポートレート写真としては、リチャード・ニクソンからジョージ・H・W・ブッシュまでの6人のアメリカ大統領、教皇ヨハネ・パウロ2世、鄧小平、フィデル・カストロ、ミハイル・ゴルバチョフなど、元首クラスの人物だけでも被写体となった人物は多数に及ぶ。
アダムズはニューヨーク州内の自身の農場で、若い写真家向けに「エディー・アダムズ・ワークショップ」という講座を主宰し、1988年から毎年開催して後進の指導に当たった。
こうした活動をする間にも戦地の取材に引き戻され、湾岸戦争（1990年 - 1991年）まで戦場カメラマンとしても引き続き活動した。

### 死去
2004年5月に筋萎縮性側索硬化症（ALS）と診断され、同年9月18日、ニューヨーク市の自宅で亡くなった。71歳没。
アダムズの死去から5年後、遺された写真は、遺族の手によって、ドルフ・ブリスコー・アメリカ史センターに寄贈された。

## 評価
『パレード』誌を出版していた出版社の会長であるウォルター・アンダーソンは、アダムズについて、折衷的で、比類なく、気難しい人物で、その写真は緊張感をよく捉えていたと評している。
AP通信の写真編集部長として共に働いたハル・ビュエルは、アダムズについて、（芸能分野の人物写真家としても大成しているが）本質的には「堅苦しいニュース」向きの写真家であり、常にストーリーを物語るような写真を撮ることに鋭く焦点を当てており、完璧主義者で、撮影に当たって機会を逸したり、自身が設定した高い基準を満たしていなかったりすると、そのことに対して非常に自己批判的だった、と評している。

## 主な受賞
アダムズはそのキャリアにおいて、500以上の賞を受賞した。主な賞を以下に示す。
- 世界報道写真大賞
  - 1968年 - 『サイゴンでの処刑』[19]
- ジョージ・ポルク賞
  - 1968年・写真賞 - 『サイゴンでの処刑』
  - 1977年・写真賞
  - 1978年・写真賞
- ピューリッツァー賞
  - 1969年・ニュース速報写真部門 - 『サイゴンでの処刑』[3]
- ロバート・キャパ賞（英語版）
  - 1978年 - 『笑顔のないボート』

## アダムズを扱った作品
- 『An Unlikely Weapon』（2008年） - アダムズを扱ったドキュメンタリー作品[18]。

## 作品集
- Eddie Adams; Alyssa Adams; Hal Buell (2009-02). Eddie Adams: Vietnam. Umbrage Editions Inc. ASIN 1884167969. ISBN 978-1884167966. NCID BB11866019
- Eddie Adams; Anne Wilkes Tucker (2017-04). Eddie Adams: Bigger Than the Frame. University of Texas Press. ASIN 1477311858. ISBN 978-1477311851

## 参考資料
書籍
- ハル・ビュエル（著）、河野純治（訳）『ピュリツァー賞受賞写真全記録』日経ナショナルジオグラフィック（発行）、日経BPマーケティング（発売）、2011年11月29日。ASIN 4863131410。ISBN 978-4-86313-141-5。 NCID BB19523016。